# Dryptodon brotheri
Dryptodon brotheri là một loài Rêu trong họ Grimmiaceae. Loài này được (Lindb.) Warnst. mô tả khoa học đầu tiên năm 1913.